# Agravaine
Agravain (o Agravaine o, italianizzato, Agravano, o altre varianti) è un personaggio della materia di Bretagna. Di solito è presentato come il figlio secondogenito di re Lot di Lothian e Orkney e di sua moglie Morgause, la quale è sorellastra di re Artù Pendragon per parte di sua madre Igraine; Agravain è fratello minore di Galvano e maggiore di Gaheris e Gareth e fratellastro di Mordred per parte di madre. Tutti e cinque i fratelli sono cavalieri della Tavola Rotonda di re Artù.

## Nelle leggende arturiane
Agravain generalmente è descritto come un uomo di bell'aspetto e abile nel combattimento e nelle opere più risalenti in cui appare (ad es. Ser Galvano e il Cavaliere Verde) si fa riferimento anche ad alcune imprese eroiche da lui compiute. Diversamente, a partire dal Lancillotto in prosa, Agravain viene messo in contrasto con i suoi valorosi fratelli Galvano, Gaheris e Gareth per la sua malizia e villania e il suo carattere intrigante, che invece lo avvicina all'infido fratellastro Mordred. Come cavaliere, partecipa all'uccisione di ser Dinadan e di ser Lamorak. Quest'ultimo aveva iniziato una relazione extraconiugale con Morgause, madre di Agravain, dopo che suo padre Pellinore le aveva ucciso in battaglia il marito, Lot, padre di Agravain. Per tale ragione anche Morgause era stata uccisa, secondo Le morte d'Arthur da Gaheris, per alcuni autori moderni, tra cui T. H. White nel suo Re in eterno, invece proprio da Agravain.
Più tardi Agravain si unisce alle cospirazioni di Mordred ai danni di re Artù. I due ordiscono un tranello per sorprendere ser Lancillotto nelle stanze della regina Ginevra, moglie di Artù, e denunciarli davanti al re come amanti. Agravain viene ucciso, a seconda delle versioni, da Lancillotto assieme ad altri dodici cavalieri al momento della fuga dalle stanze della regina oppure più tardi, sempre da Lancillotto, quando assieme ai fratelli Gaheris e Gareth conduce la regina al rogo per essere messa a morte per adulterio. In entrambe le versioni Lancillotto riesce a trarre in salvo Ginevra, provocando però l'inizio di una guerra civile contro i cavalieri rimasti fedeli a re Artù, in particolare ser Galvano, il quale, mentre accoglie con freddezza la notizia della morte di Agravain, giura di vendicare a tutti i costi gli altri due fratelli Gaheris e Gareth, anch'essi uccisi da Lancillotto.